# Mile Starčević
Mile Starčević (Žitnik, Gospić, 28. rujna 1862. – Zagreb, 10. ožujka 1917.), bio je hrvatski političar.

## Životopis
Mile Starčević rođen je u Žitniku kraj Gospića 1862. godine. Pohađao je Klasičnu gimnaziju u Zagrebu koju je završio 1883. godine. Studij prava završio je u Zagrebu 1889. godine. Bio je pripravnik u odvjetničkoj pisarnici Josipa Franka. Od 1892. godine je odvjetnik u Zagrebu. Saborski je zastupnik bio je u razdoblju od 1892. do 1917. godine. Uz strica Antu Starčevića jedan je od najaktivnijih pravaša. Nakon raskola stranke ostao je uz njega, a 1895. godine jedan je od osnivača Čiste stranke prava.
Nakon što su Vladimir Vidrić i drugi đaci prosvjedno spalili mađarsku zastavu, na suđenju studenoga 1895. godine branili su ih Starčević i ugledni zagrebački odvjetnici Marijan Derenčin, August Harambašić, Oskar Kornitzer, Milan Petračić, Franko Potočnjak, Ivan Ružić i Šime Mazzura.
Godine 1908. pokrenuo je Starčevićevu stranku prava, s programom na izvornim ideološkim zasadama Ante Starčevića. Prema njemu pripadnici te stranke prozvani su "Milinovci". Po izbijanju Prvoga svjetskog rata zastupao je motrište o rješenju hrvatskog pitanja unutar Austro-Ugarske Monarhije.

## Djela
- Govor Dr. Mile Starčevića zastupnika kotara sv. Ivan-Zelina izrečen u hrvatskom saboru 16. kolovoza 1892. u razpravi ob adresi, Tisak i naklada Antuna Scholza, Zagreb, 1892.
- Govor zastupnika naroda Dra. Mile Starčevića izrečen u proračunskoj razpravi Hrvatskoga Sabora dne 17. siečnja 1902: Po stenogr. zapisniku, Prva hrvatska radnička Tisk. Zagreb, 1902.
- Govor Dra. Mile Starčevića nar. zastupnika kotara Sv. Ivan Zelina o amnestiji: izrečen u hrvatskom saboru 20.lipnja 1903., Tiskom Prve hrvatske radničke tiskare, Zagreb, 1903.
- Govori dra Mile Starčevića zastupnika zelinskoga: izrečeni u zimskom zasjedanju hrvatskog sabora 1903. – 1904.: (po stenografskih zapisnicih), Tiskom Prve hrvatske radničke tiskare, Zagreb, 1904.
- Govor Dra Mile Starčevića: zastupnika zelinskoga izrečen na sjednici hrvatskoga sabora 24. siečnja 1905. o proračunu, Tiskom prve hrvatske radničke tiskare, Zagreb, 1905.
- Interpelacija zastupnika zelinskoga dra. Mile Starčevića: stavljena u sjednici hrvatskoga sabora 12. siječnja 1905. glede ličkih neprilika, Tiskom prve hrvatske radničke tiskare, Zagreb, 1905.
- Na obranu istine, Scholz, Zagreb, 1909.
- Govori Dra. Mile Starčevića zastupnika Sv. Ivan - Zelinskoga izrečeni u hrvatskom saboru tečajem g. 1910., Tisk. Hrv. Stranke prava, Zagreb, 1910.
- Strossmayerov jubilej, Hrvatska tiskara, Zagreb, 1914.
- Govor i interpelacija dra. Mile Starčevića zastupnika Sv. Ivana-Zelinskoga, o magjarskih školah u sjednici od 17. veljače 1914., Tisak Hrvatske tiskare, Zagreb, [1914?]